# Uwe Lein
Uwe Lein (* 8. Oktober 1955 in Schlettau) ist ein deutscher ehemaliger Fußballspieler. In den 1970er und 1980er Jahren spielte er für die Betriebssportgemeinschaft (BSG) Wismut Aue in der DDR-Oberliga, der höchsten Liga im DDR-Fußball.

## Sportliche Laufbahn
Am Beginn seiner fußballsportlichen Laufbahn stand bei Uwe Lein die Kinder- und Jugendsportschule in Karl-Marx-Stadt, die Lein von 1968 bis 1972 besuchte. Beim kooperierenden FC Karl-Marx wurde er zum Fußballspieler ausgebildet. Wegen einer angeblich politikfeindlichen Äußerung wurde er vorzeitig von der KJS verwiesen (siehe unter Weblinks genanntes Interview).
Nach seiner Entlassung schloss sich Uwe Lein dem Oberligisten Wismut Aue an. Dort gehörte er zunächst in der Juniorenoberliga als Mittelfeldspieler zur Stammelf und kam auch mehrfach zu Torerfolgen. 1976 wechselte er in die Nachwuchsoberliga, wo er für Wismut Aue sowohl als Abwehr- wie auch wieder als Mittelfeldspieler eingesetzt wurde.
Zur Saison 1977/78 wurde Uwe Lein zum ersten Mal in den Kader der Oberligamannschaft aufgenommen. Zwischen dem 5. und 9. Spieltag bestritt er im Mittelfeld fünf Partien, bei denen er dreimal über die volle Spieldauer auf dem Platz stand. Nach dem 9. Spieltag lag Wismut Aue auf dem drittletzten Tabellenplatz, was Trainer Manfred Fuchs veranlasste, seine Mannschaft tiefgreifend umzustellen. Dieser Maßnahme fiel Uwe Lein zum Opfer, der bis zum Saisonende nicht mehr in der Oberliga eingesetzt wurde. Er wurde in die Nachwuchsoberliga zurückversetzt, wo er noch zwölfmal aufgeboten wurde.
In den folgenden drei Spielzeiten gelang es Uwe Lein nicht, sich dauerhaft in der Oberligamannschaft von Wismut Aue zu behaupten. Seine Bilanz von 198/79 bis 1980/81 weist fünf, sechs und zwei Oberligaeinsätze aus. Dabei stand er fünfmal in der Startelf, nur zweimal absolvierte er die volle Spieldauer. Nach dem Ende der Saison 1980/81 wurde Uwe Lein wegen fehlender Perspektive von der BSG Wismut entlassen. Als Freizeitfußballer war er danach bei der drittklassigen BSG Motor Lößnitz aktiv.